# Adrian Gantenbein
Adrian Tobias Gantenbein (Winterthur, 18 aprile 2001) è un calciatore svizzero, difensore dello Schalke 04.

## Statistiche

### Presenze e reti nei club
Statistiche aggiornate al 5 novembre 2023.
| Stagione        | Squadra         | Campionato      | Campionato | Campionato | Coppe nazionali | Coppe nazionali | Coppe nazionali | Coppe continentali | Coppe continentali | Coppe continentali | Altre coppe | Altre coppe | Altre coppe | Totale | Totale | Totale |
| Stagione        | Squadra         | Comp            | Pres       | Reti       | Comp            | Pres            | Reti            | Comp               | Pres               | Reti               | Comp        | Pres        | Reti        | Pres   | Reti   |        |
| --------------- | --------------- | --------------- | ---------- | ---------- | --------------- | --------------- | --------------- | ------------------ | ------------------ | ------------------ | ----------- | ----------- | ----------- | ------ | ------ | ------ |
| lug.-ago. 2020  | Winterthur      | CL              | 2          | 0          | CS              | 1               | 0               | -                  | -                  | -                  | -           | -           | -           | 3      | 0      |        |
| 2020-2021       | Winterthur      | CL              | 31         | 1          | CS              | 3               | 0               | -                  | -                  | -                  | -           | -           | -           | 34     | 1      |        |
| 2021-2022       | Winterthur      | CL              | 19         | 0          | CS              | 1               | 0               | -                  | -                  | -                  | -           | -           | -           | 20     | 0      |        |
| 2022-2023       | Winterthur      | SL              | 23         | 0          | CS              | 2               | 0               | -                  | -                  | -                  | -           | -           | -           | 25     | 0      |        |
| 2023-2024       | Winterthur      | SL              | 10         | 1          | CS              | 3               | 0               | -                  | -                  | -                  | -           | -           | -           | 13     | 1      |        |
| Totale carriera | Totale carriera | Totale carriera | 85         | 2          |                 | 10              | 0               |                    | -                  | -                  |             | -           | -           | 95     | 2      |        |

### Cronologia presenze e reti in nazionale
| Cronologia completa delle presenze e delle reti in nazionale ― Svizzera under 21 | Cronologia completa delle presenze e delle reti in nazionale ― Svizzera under 21 | Cronologia completa delle presenze e delle reti in nazionale ― Svizzera under 21 | Cronologia completa delle presenze e delle reti in nazionale ― Svizzera under 21 | Cronologia completa delle presenze e delle reti in nazionale ― Svizzera under 21 | Cronologia completa delle presenze e delle reti in nazionale ― Svizzera under 21 | Cronologia completa delle presenze e delle reti in nazionale ― Svizzera under 21 | Cronologia completa delle presenze e delle reti in nazionale ― Svizzera under 21 |
| Data                                                                             | Città                                                                            | In casa                                                                          | Risultato                                                                        | Ospiti                                                                           | Competizione                                                                     | Reti                                                                             | Note                                                                             |
| -------------------------------------------------------------------------------- | -------------------------------------------------------------------------------- | -------------------------------------------------------------------------------- | -------------------------------------------------------------------------------- | -------------------------------------------------------------------------------- | -------------------------------------------------------------------------------- | -------------------------------------------------------------------------------- | -------------------------------------------------------------------------------- |
| 30-5-2021                                                                        | Marbella                                                                         | Svizzera under 21                                                                | 2 – 0                                                                            | Irlanda under 21                                                                 | Amichevole                                                                       | -                                                                                | 45’                                                                              |
| 3-9-2021                                                                         | Sion                                                                             | Svizzera under 21                                                                | 4 – 0                                                                            | Gibilterra under 21                                                              | Qual. Europeo Under-21 2023                                                      | -                                                                                |                                                                                  |
| 7-9-2021                                                                         | Gibilterra                                                                       | Gibilterra under 21                                                              | 0 – 4                                                                            | Svizzera under 21                                                                | Qual. Europeo Under-21 2023                                                      | -                                                                                | 45’                                                                              |
| 8-10-2021                                                                        | Losanna                                                                          | Svizzera under 21                                                                | 2 – 2                                                                            | Paesi Bassi under 21                                                             | Qual. Europeo Under-21 2023                                                      | -                                                                                | 90’                                                                              |
| 12-11-2021                                                                       | Thun                                                                             | Svizzera under 21                                                                | 3 – 0                                                                            | Moldavia under 21                                                                | Qual. Europeo Under-21 2023                                                      | -                                                                                |                                                                                  |
| 16-11-2021                                                                       | Newport                                                                          | Galles under 21                                                                  | 0 – 1                                                                            | Svizzera under 21                                                                | Qual. Europeo Under-21 2023                                                      | -                                                                                | 3’                                                                               |
| Totale                                                                           |                                                                                  | Presenze                                                                         | 6                                                                                |                                                                                  | Reti                                                                             | 0                                                                                |                                                                                  |

## Palmarès

### Club

#### Competizioni nazionali
- Challenge League: 1

Winterthur: 2021-2022